# Cam Hart
Cameron Hart (Baltimora, 5 dicembre 2000) è un giocatore di football americano statunitense che milita nel ruolo di cornerback per i Los Angeles Chargers della National Football League (NFL).

## Carriera universitaria
Nella sua prima stagione a Notre Dame nel 2019, Hart disputò tre partite prima di subire un infortunio a una spalla che pose fine alla sua annata. Nel 2021 ebbe i suoi primati personali in tackle (42), passaggi deviati (2) e intercetti (2). Nel 2023 disputò tutte le 12 partite come titolare, con 21 placcaggi, 4 passaggi deviati e 3 fumble forzati.

## Carriera professionistica

### Los Angeles Chargers
Hart fu scelto nel corso del quinto giro (140º assoluto) del Draft NFL 2024 dai Los Angeles Chargers. Nella sua prima stagione mise a segno 37 placcaggi, 0,5 sack, un fumble forzato e 7 passaggi deviati in 14 presenze, di cui 6 come titolare.